# Euscelidella malagasiella
Euscelidella malagasiella är en insektsart som beskrevs av Evans 1954. Euscelidella malagasiella ingår i släktet Euscelidella och familjen dvärgstritar. Inga underarter finns listade i Catalogue of Life.